# Gregorio XII
Gregorio XII (Venecia, c.1326-Recanati, 18 de octubre de 1417) fue el 205.º papa de la Iglesia católica, de 1406 a 1415. Es el cuarto papa del periodo dominado por el Cisma de Occidente y uno de los pocos pontífices romanos en renunciar del ministerio petrino.

## Origen y formación
De nombre Angelo Correr, nació en el seno de una familia aristócrata veneciana que dio varios dogos y dogaresas. Estudió teología en la Universidad de Bolonia.

## Carrera eclesiástica
Angelo Correr fue nombrado obispo de Castello en 1380 por el papa Urbano VI. Fue nombrado patriarca latino de Constantinopla en 1389 y administrador de la diócesis de Corone en 1395 por parte de Bonifacio IX. Inocencio VII lo nombró Secretario Apostólico, legado de Ancona y finalmente, en 1405, cardenal-presbítero de San Marco.

## Pontificado

### Elección
El cónclave en el que resultó elegido estaba compuesto por quince cardenales que, con el propósito de poner fin al Cisma de Occidente, participaron en el mismo con la condición de que el elegido dimitiría del papado si el papa de Aviñón, Benedicto XIII, presentaba a su vez su renuncia. Angelo Correr, que para entonces contaba con más de 70 años de edad, fue elegido por unanimidad el 30 de noviembre de 1406 y fue coronado el 19 de diciembre del mismo año.

### Primera intención de renuncia
Ambos pontífices iniciaron conversaciones para lograr un encuentro en Savona, pero la poca disponibilidad de ambos para solucionar el conflicto, el temor a que dicho encuentro fuese aprovechado por el rival para capturar al contrario, unido a las maquinaciones políticas del rey de Nápoles, Ladislao, y de la familia de Gregorio XII; hicieron que dicha reunión no se llevara a cabo.
Los cardenales de Gregorio mostraron su descontento con la postura de este y amenazaron con abandonarlo, por lo que Gregorio convocó una reunión con su curia en la ciudad de Lucca en la que, el 4 de mayo de 1408, ordenó que no abandonasen la ciudad poniéndolos bajo vigilancia y procediendo además, a fortalecer su posición, haciendo cardenales a cuatro de sus sobrinos.
En Aviñón, los cardenales de Benedicto XIII también mostraron su disconformidad con la situación, por lo que, aprovechando que siete cardenales de Gregorio habían logrado salir de Lucca, se reunieron con estos y resolvieron la celebración de un concilio en la ciudad de Pisa para el año 1409, con el objetivo de deponer a ambos pontífices y elegir uno nuevo.

### Concilio de Pisa
El Concilio de Pisa se inició el 25 de marzo de 1409, y aunque ambos papas fueron convocados, ninguno de ellos hizo acto de presencia en el mismo. En la decimoquinta sesión, el 5 de junio, el concilio depuso a los dos pontífices acusándolos de escándalo, de cismáticos, heréticos y perjuros; y un mes después eligió como nuevo papa a Alejandro V.
Ni Gregorio XII, ni Benedicto XIII, reconocieron la validez del concilio de Pisa, al que acusaron de anticanónico al entender que sólo el Papa tenía potestad para convocar un concilio ecuménico. Por lo que Gregorio, que había nombrado otros diez cardenales para reforzar su posición, convocó su propio concilio, celebrado en la ciudad de Cividale del Friuli con una escasa asistencia, que declaró tanto a Benedicto XIII como a Alejandro V, cismáticos y devastadores de la Iglesia.
En 1410 falleció Alejandro V y fue sucedido por Juan XXIII, a quien el emperador del Sacro Imperio, Segismundo, convenció para que convocara un nuevo concilio que acabara con el cisma en el que tres papas se declaraban el legítimo sucesor de san Pedro.
En 1411 Luis de Anjou y Juan XXIII se dirigieron a Roma al frente de un ejército y derrotaron a Ladislao I en la Batalla de Roccasecca. Sin embargo, la vuelta de Luis a Francia hizo que Ladislao se rehiciera militarmente y obligara a Juan XXIII a negociar con él, llegando ambos a un acuerdo por el que el papa le retiraba la excomunión que había lanzado contra él, le otorgaba el reino de Nápoles y reconocía la conquista de Sicilia, mientras que Ladislao abandonaba la causa de Gregorio XII y reconocía a Juan como papa legítimo. Por su parte, Gregorio XII se vio obligado a huir a Gaeta y a Rímini, siendo apoyado por Carlo I Malatesta.

### El concilio de Constanza
El Concilio de Constanza se inició el 4 de noviembre de 1414, bajo la presidencia de Juan XXIII, acordándose un nuevo sistema de votaciones para el mismo. Dicho sistema consistió en que los participantes se reunieran por naciones y que en cada uno de estos grupos tuvieran voto no sólo los prelados, sino también los príncipes, los teólogos y los canonistas.
Este nuevo sistema supuso la confirmación de la teoría "conciliarista", según la cual el Concilio se encontraba por encima del Papa, y este debía plegarse a las decisiones de aquel.
Juan XXIII, que había convocado el concilio con la intención oculta de conseguir el apoyo de los participantes para ser nombrado único papa legítimo, ante la perspectiva de tener que acatar las decisiones conciliares intentó huir de Constanza, pero —interceptado en su huida— fue devuelto al concilio y obligado a renunciar el 29 de mayo de 1415. Desde entonces es considerado un antipapa.
Por su parte, Gregorio XII renunció voluntariamente el 4 de julio de 1415 mediante una bula en la que además reconocía al concilio, por lo que el concilio de Constanza es considerado válido por la Iglesia Católica, a pesar de haber sido convocado por un prelado considerado antipapa.
Por su parte, Benedicto XIII se negó en cambio a renunciar, por lo que fue depuesto por el propio concilio dos años más tarde, el 26 de julio de 1417; tras lo cual se eligió un nuevo Papa, Martín V que fue reconocido por todos y que supuso el fin del Cisma de Occidente que había dividido la Iglesia durante casi cuarenta años.

## Últimos años y muerte
Volviendo a ser el prelado Angelo Correr, pasó el resto de su vida en Ancona, sumergido en una tranquila oscuridad. Después de ser completamente reintegrado en el Colegio Cardenalicio, en reconocimiento a su comportamiento digno durante el Concilio de Constanza, falleció en Recanati el 18 de octubre de 1417, un mes antes de la elección del nuevo pontífice. Fue enterrado en la catedral de dicho municipio, siendo el último pontífice en ser enterrado fuera de Roma.
Gregorio XII fue el último papa en abdicar de su cargo durante casi seiscientos años hasta Benedicto XVI, quien renunció el 28 de febrero de 2013.

## En la literatura
En el libro de las Profecías de San Malaquías se puede identificar este papa con el moto Nauta de Ponto Nigro (Marino del Mar Negro), cita que puede hacer referencia a su nacimiento en Venecia, y a que fue sacerdote de la iglesia de Negreponte.